# Дезев, Мари Луи Жозеф
Мари Луи Жозеф Дезев (фр. Marie Louis Joseph Desève; 1766—1816) — французский военный деятель, полковник (1813 год), участник революционных и наполеоновских войн.

## Биография
Родился в семье Пьера-Жозефа Дезева (фр. Pierre-Joseph Desève; 1727—1803), владельца табачного магазина, и Мари Деэрипон (фр. Marie-Scholastique-Josephe Dehéripont; 1724—1790). 27 октября 1783 года записался простым солдатом в карабинерский полк Монсеньора. 17 марта 1788 года этот полк был разделён на 1-й и 2-й. Всю оставшуюся карьеру Мари провёл во 2-м полку. В 1792 году стал бригадиром-фурьером. 7 ноября 1795 года — вахмистром, 24 марта 1796 года — старшим вахмистром, 24 марта 1797 года — младшим лейтенантом, 18 августа 1799 года — лейтенантом, 4 сентября 1805 года — капитаном. В составе 1-й дивизии тяжёлой кавалерии принимал участие в кампаниях 1805-09 годов.
11 июля 1810 года уже возглавил эскадрон, а 5 ноября 1811 года стал заместителем командира полка. 28 сентября 1813 года возглавил полк, отличился в ходе Саксонской кампании 1813 года и Французской кампании 1814 года. 9 апреля 1815 года сдал командование полком, и 12 мая 1815 года вышел в отставку.
Умер 13 ноября 1816 года в Туре, так и не женившись.

## Награды
Легионер ордена Почётного легиона (14 марта 1806 года)
 Офицер ордена Почётного легиона (28 сентября 1813 года)
 Кавалер военного ордена Святого Людовика (1 октября 1814 года)